# Сражение при Мараше
Сражение при Мараше — одно из сражений во время арабо-византийских войн, произошедшее в 953 году недалеко от Мараша (совр. Кахраманмараш) между войсками Византийской империи под руководством доместика схол Варды Фоки Старшего и отрядом эмира Алеппо Сайфа ад-Даулы.

Район арабо-византийской границы в Малой Азии.

С середины 920-х годов византийцы начали постепенное отвоевание когда-то принадлежавших империи земель, расположенных в Малой Азии вдоль арабо-византийской границы. Им удалось захватить Мелитену (934), Арсамосату (940) и Каликалу (949). Противостоял им эмир Алеппо Сайф ад-Даула, который в период с 945 по 967 год контролировал большую часть мусульманских пограничных территорий и был самым стойким противником ромеев на их восточной границе.
В 953 году византийцы под командованием доместика схол Варды Фоки вторглись в северную Сирию и двинулись в сторону Антиохии. Сейф ад-Даула, который в это время сам совершал набег на византийские земли и находился в районе Малатьи и Анзитены, повернул на юг и запад и, двигаясь форсированным маршем, переправился через Евфрат в Самосате и прибыл в Дулук, где получил известие о том, что византийцы уже направляются обратно. Согласно сообщениям его панегиристов, он со всего 600 всадниками догнал ромеев в Гейхане около Мараша и атаковал их. Несмотря на численное превосходство противника, арабы победили. Сам Варда Фока получил серьезную рану на лице и едва спасся. Сайф ад-Даула также вернул добычу, захваченную византийцами, и освободил мусульманских пленников.
Этот провал, в сочетании с поражениями в 954 и 955 годах, привел к замене Варды Фоки с поста доместика схол на его старшего сына Никифора Фоку, будущего императора.